# Auyuittuqs nationalpark
Auyuittuqs nationalpark är en nationalpark på Cumberlandhalvön på Baffinön i Kanada. De närmaste samhällena är Qikqtarjuaq och Pangnirtung. Området har varit skyddat sedan 1976 och full status som nationalpark fick det år 2000. 
Parkens namn, Auyuittuq, är inuitiskt och betyder ungefär "landet som aldrig smälter". Den norra polcirkeln passerar genom parken och i området finns flera glaciärer. 

## Geologi och geografi

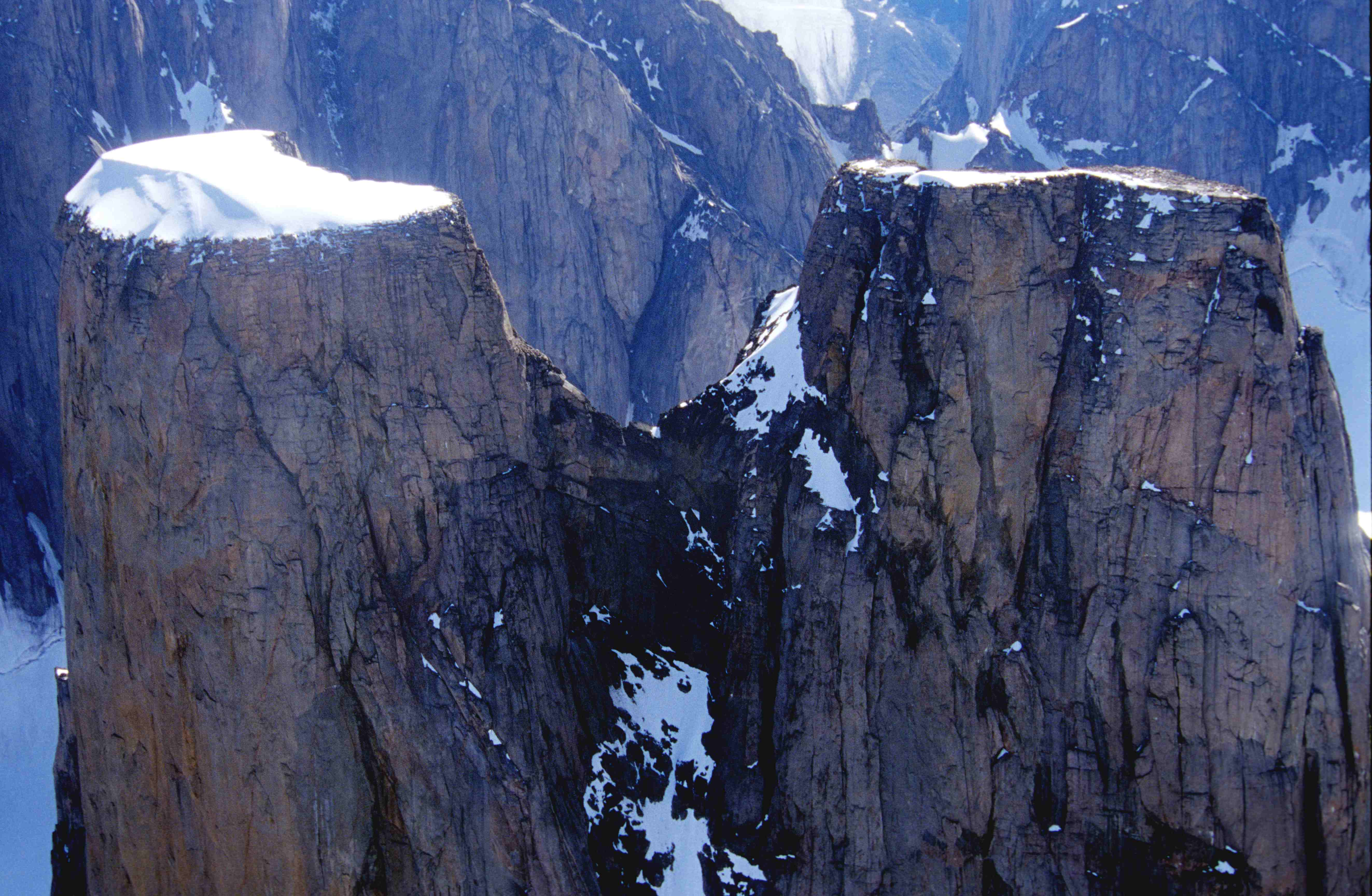
Mount Asgard.

Glaciärer och periodvis nedisning med inlandsis, den senaste för omkring 8 000 år sedan, har till stor del har format Auyuittuqs landskap. Längs kusten syns detta i form av fjordar och spår efter inlandsisen syns också exempelvis i form av moräner.
I Auyuittuqs nationalpark finns några av de högsta bergstopparna på Baffin Island, bland dessa är Mount Asgard som når en höjd på 2 015 meter ett av parkens mest kända landmärken, med sin karaktäristiska dubbla topp. Andra större berg i parken är Mount Thor och Mount Overlord. 
Till parkens sevärdheter hör också Akshayuk Pass, ett bergspass som historiskt har använts som traditionell färdväg av ursprungsbefolkningen och som idag är parkens populäraste rutt för vandrare. 
Sjöarna Crater Lake och Summit Lake, som bildats av smältvatten från glaciärerna och inlandsisen, hör till parkens mest kända sjöar och till parkens större vattendrag hör Owl River och Weasel River. Vattenfallet Schwartzenbach Falls är en sevärdhet.

## Flora och fauna
Då landskapet i Auyuittuqs nationalpark till stora delar är stenigt och kargt är vegetationen sparsam. Det nordliga läget gör också att permafrosten är en faktor som påverkar floran. De växter som förekommer i parken är därför företrädesvis sådana som är anpassade till förhållanden som råder i ett arktiskt klimat. Det har dokumenterats 112 arter av kärlväxter, 97 arter av lavar och 136 arter av mossor. Många av kärlväxterna är låga, arktiska örter som blommar under den korta men intensiva sommaren som råder i området.
Det rikaste djurlivet finns vid kusterna, med bland annat marina däggdjur som valar och sälar. De landlevande däggdjuren omfattar inte så många arter, men bland de större finns ren, som underarten R. t. groenlandicus, isbjörn och fjällräv. 
Det finns också 18 arter av häckande fåglar.